# Кааґуські ставки
Ка́аґуські ставки (ест. Kaagu lombid, Kaagu tiigid) — чотири штучні озера в Естонії, у волості Вастселійна повіту Вирумаа.

## Розташування
Кааґуські ставки належать до Чудського суббасейну Східноестонського басейну.
Водойми розташовані навколо села Каагу.

## Опис
| Номер реєстрації | Назва                        | Площа, га | Довжина берегової лінії, м | Координати                                                            |
| ---------------- | ---------------------------- | --------- | -------------------------- | --------------------------------------------------------------------- |
| VEE2087440       | Педяямяе (Pedäjämäe lump)    | 1,3       | 619                        | 57°45′57″ пн. ш. 27°16′16″ сх. д. / 57.76583° пн. ш. 27.27111° сх. д. |
| VEE2143380       | —                            | 0,5       | 317                        | 57°45′43″ пн. ш. 27°15′58″ сх. д. / 57.76194° пн. ш. 27.26611° сх. д. |
| VEE2143430       | Кяовааріку (Käovaariku tiik) | 0,7       | 348                        | 57°45′42″ пн. ш. 27°16′13″ сх. д. / 57.76167° пн. ш. 27.27028° сх. д. |
| VEE2143440       | —                            | 0,3       | 222                        | 57°45′47″ пн. ш. 27°16′18″ сх. д. / 57.76306° пн. ш. 27.27167° сх. д. |